# Върховен хищник
Върховен хищник (на латински: apex predator), известен също като алфа хищник, е хищник в горната част на хранителната верига, без естествени врагове други видове хищници.
Обикновено върховните хищници се определят от гледна точка на трофичната динамика (виж екологична пирамида), което означава, че те заемат най-високите трофични нива. Хранителните вериги често са много по-къси на сушата, обикновено се ограничават до това да бъдат вторични консуматори – например, вълците консумират плячка предимно на големи тревопасни (първични консуматори), които ядат растения (първични производители – продуценти). Концепцията за хищник на върха се прилага в управлението на дивата природа, консервационната биология и екотуризма.
Върховните хищници имат дълга еволюционна история, датираща поне от камбрийския период, когато животни като Anomalocaris доминират в моретата.
Хората, в продължение на много векове, си взаимодействат с върховни хищници, включително вълк, грабливи птици и корморани, за да ловуват съответно дивеч, птици и риби. Съвсем наскоро хората започнаха да взаимодействат с върховни хищници по нови начини. Те включват взаимодействия чрез екотуризъм, като например с тигровата акула, и чрез усилия на консервационната биология, като например предложеното повторно въвеждане в природата на рисове.